# مصير امرأة (فلم)
مصير امرأة هو فيلم مغربي من إخراج حكيم نوري سنة 1998، وبطولة كل من أمل عيوش، رشيد الوالي، حسن الفد، أمينة رشيد، مليكة العماري، وغيرهم.

## القصة
«سعيدة» شابة ناجحة في مهنتها، تتعرف على «حميد»، مهندس معلوميات، الذي يقدم لها نفسه كرجل يحب المرأة الناجحة والمستقلة. بعد فترة من التعارف يتزوج الثنائي. تحمل سعيدة وتنجب فتاة في الوقت الذي كان حميد يرغب في أن يرزق بولد. تكبر المشاكل بين الزوجين، وتكتشف سعيدة جانبا آخر من شخصية زوجها. سعيدة الشابة المستقلة والناجحة والمتفتحة تصبح ضحية لتعنيف زوجها، فلا تجد من حل سوى الطلاق، إلا أن حميد يرفض، تزيد المشاكل وتتعرض سعيدة لمختلف أشكال العنف الجسدي والجنسي واللفظي. 
لحل مشاكلها تلجأ سعيدة إلى حلول عديدة بما فيها السحر والشعوذة التي كانت أبعد شيء عن تفكيرها. في الأخير تقرر سعيدة شراء حريتها، تتخلى عن مستحقاتها، كما تمنح حميد مبلغا ماليا ضخما مقابل الطلاق.

## روابط خارجية
- فيلم «مصير امرأة» لحكيم نوري، قصة واقعية ومعالجة سينمائية تبسيطية
- الفيلم على موقع africultures
- الفيلم على موقع africine